# Come bambù d'inverno
Come bambù d'inverno (Bamboo in Winter) è un film del 1991 diretto da Bill Myers.

## Trama
Un predicatore cristiano non autorizzato raccoglie proseliti in un villaggio della Cina. Ah-choi, una ragazza colta e non credente, rimane affascinata dalle parole del predicatore e inizia a frequentare le riunioni dei proseliti. Sua nonna è una vecchia credente, e col tempo Ah-choi scopre che anche suo padre era credente, ma che ha abbandonato la fede dopo che sua moglie, ovvero la madre di Ah-choi, è morta per le torture subite dai funzionari governativi a causa della propria fede. Le riunioni organizzate dal predicatore, che battezza i fedeli in un corso d'acqua, provocano un intervento repressivo da parte dello Stato, proprio nel momento in cui Ah-choi stava per farsi battezzare. I fedeli, per permettere al predicatore di fuggire, fanno muro davanti a lui venendo presi a manganellate. Ah-choi gli fa strada nel bosco, ma il predicatore viene raggiunto e arrestato. La ragazza, che ormai ha scelto di abbracciare la fede cristiana, recupera le Bibbie e gli oggetti del predicatore e decide di diventare una predicatrice itinerante al suo posto.